# Karin Lambert-Butenschön
Karin Butenschön (* 22. Mai 1957 in Mannheim) ist eine deutsche Journalistin und Fernsehmoderatorin.

## Werdegang
Karin Butenschön legte im Saarland zunächst die Abiturprüfung ab und studierte anschließend Betriebswirtschaftslehre in München. Es folgte eine Tätigkeit als freie Mitarbeiterin bei der Süddeutschen Zeitung und ab 1980 ein Volontariat bei der Augsburger Allgemeinen. Dort arbeitete sie zwei Jahre in der Wirtschaftsredaktion, bevor sie zum Saarländischen Rundfunk wechselte.
Ab 1988 folgten weitere journalistische Tätigkeiten im Ausland, u. a. in den USA sowie als Frankreich-Auslandskorrespondentin für deutsche Radiostationen, als Spanien-Korrespondentin für RTL und France Inter und bei Radio Monte Carlo.
1995 kehrte sie nach Deutschland zum Saarländischen Rundfunk zurück und war dort schwerpunktmäßig in der Wirtschaftsredaktion tätig. Von 2004 bis 2022 war Butenschön stellvertretende Programmgruppen-Leiterin für Wirtschaft, Soziales und Umwelt beim SR. Von 2002 bis 2022 moderierte sie die Ausgabe ihres Senders für das wöchentlich ausgestrahlte ARD-Wirtschaftsmagazin Plusminus. Außerdem moderierte sie im Regionalprogramm des SR Fernsehens die Nachrichtensendung aktuell.